# Subcultura gótica

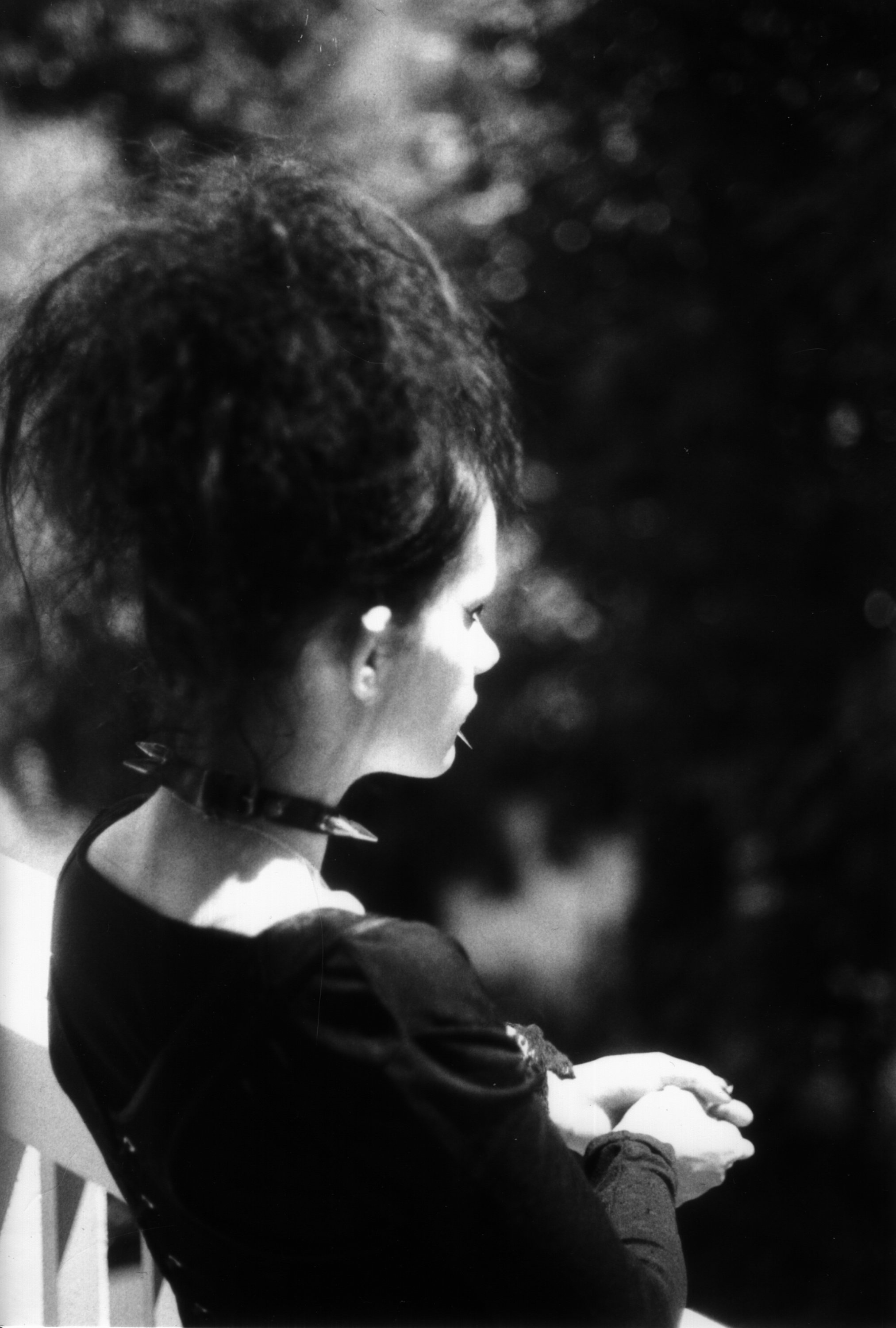
Fotografia preto e branco de uma mulher gótica com estilo medieval, spikes e piercings.

A subcultura gótica teve início no Reino Unido no início da década de 1980. O nome gótico na música foi derivado de uma variedade de influências musicais do período entre o final dos anos 1960 e 1979, como krautrock, glam-rock entre outros. Bandas pós-punk britânicas notáveis que pressagiaram o rock gótico e ajudaram a moldar a subcultura incluem Siouxsie and the Banshees, Bauhaus, The Cure e Joy Division. A subcultura gótica é extremamente ligada à arte, como os movimentos musicais, literários, estéticos e moda. Originalmente o termo gótico deriva-se do povo Godo, que era considerado bárbaro (grosseiro) durante a Renascença.
Esta subcultura sobreviveu por muito mais tempo do que outras da mesma época e continuou a se diversificar e se espalhar pelo mundo, possuindo um amplo grupo de estilos e expressões artísticas. Suas tendências imagéticas e culturais indicam influências da literatura gótica, expressionismo alemão, era vitoriana, filmes de terror, fantasia sombria, vaudeville, punk, glam rock e new romantic. A cena é centrada em publicações, literatura, poesia, moda, apresentações artísticas, dança, clubes, festivais de música, boates e reuniões organizadas, especialmente na Europa Ocidental. 
O gótico possui um humor incompreendido, sendo difamado como depressivo. Além desta subcultura ser associada a temas que envolvem decadência, niilismo, existencialismo, melancolia, romantismo sombrio, obscuridade, entre outros temas recorrentes na literatura gótica, carregando uma grande mistura de expressões literárias, artísticas e musicais. Gêneros musicais associados a subcultura incluem pós-punk, gothic rock, deathrock, dark wave, coldwave, ethereal wave, entre outros. A estética (visual, moda e vestuário), onde pode ser encontrado vários estilos e visuais como: gótico tradicional (trad goth), batcave, romântico, vampiro, vitoriano, fetiche, perky, lolita, e etc. Em sua maioria como uma forma de expressão artística contra padrões sociais..
Na subcultura gótica também pode ser encontrado literatura (poesia), o cinema, entre outras formas de manifestações artísticas e culturais mesmo que não sejam diretamente a base da subcultura que se deu origem na música. A subcultura foi influenciada por vários processos sociológicos e correntes filosóficas, literárias e artísticas como a decadência urbana, a literatura gótica, o mal do século, o expressionismo, o existencialismo, a cultura de cabaré, a geração beat e o estilo de vida alternativo.
A mídia de massa ao entrevistar integrantes de diversas bandas relacionadas ao pós-punk com temáticas e atmosferas obscuras em suas músicas, por vezes recebia respostas semelhantes a: "de temática sombria e soturna, gótica". Na metade da década de 1980 e início da década de 1990 a subcultura gótica já havia se disseminado por vários outros países, principalmente na Europa. O termo "gótico" até hoje é usado para denominar a subcultura.

## História

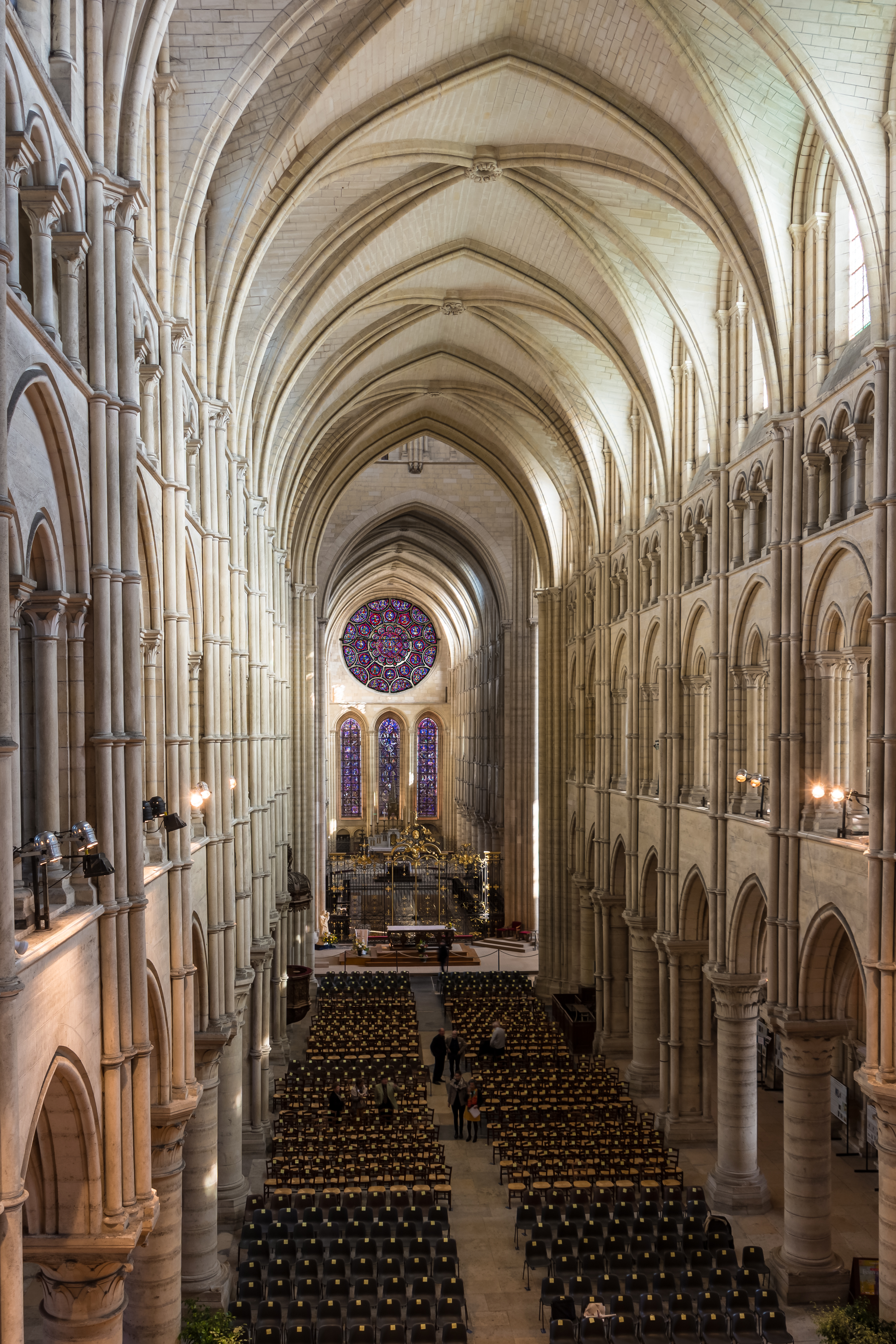
Catedral de Notre Dame, exemplo de arquitetura gótica.

### Origens do termo gótico
Ao longo da história, o termo gótico foi usado como adjetivo ou classificação de diversas manifestações artísticas, estéticas e comportamentais. Dessa maneira, podemos ter uma noção da diversidade de significados que esta palavra traz em si.
Originalmente, o termo gótico/goticismo deriva-se do povo germânico Godo, que era considerado um "povo bárbaro" (grosseiro), e de sua arquitetura com construções contendo torres pontiagudas e gárgulas (estátua de pedra monstruosa). Assim, este termo foi usado como metáfora no início da Renascença, para designar pejorativamente a tendência arquitetônica criada pela Igreja Católica da baixa Idade Média e toda produção artística deste período; referindo-se este como um estilo "bárbaro" e "grosseiro" quando comparado às tendências românicas da época (sendo o oposto de “clássico” e "harmonioso"), assim a arquitetura foi classificada como gótica.
No século XVIII, como reação ao Iluminismo, surge o Romantismo que idealiza uma Idade Média. Nesse período o termo gótico passa a designar uma parcela da literatura romântica. Como a Idade Média também é conhecida como "Idade das Trevas", o termo é aplicado como sinônimo de medieval, sombrio, macabro e por vezes, sobrenatural. Romance ou literatura gótica são utilizadas para designar este subgênero romântico, que trazia enredos sobrenaturais ambientados em cenários sombrios como castelos em ruínas e cemitérios. Assim, o termo Goticismo de origem inglesa, é associado ao conjunto de obras da literatura gótica. Posteriormente, influenciado pela literatura gótica, surge o ultrarromantismo, um subgênero do romantismo que tem o tédio, a morbidez e o dramatismo como algumas características mais significativas.

### Surgimento e influências de outros estilos

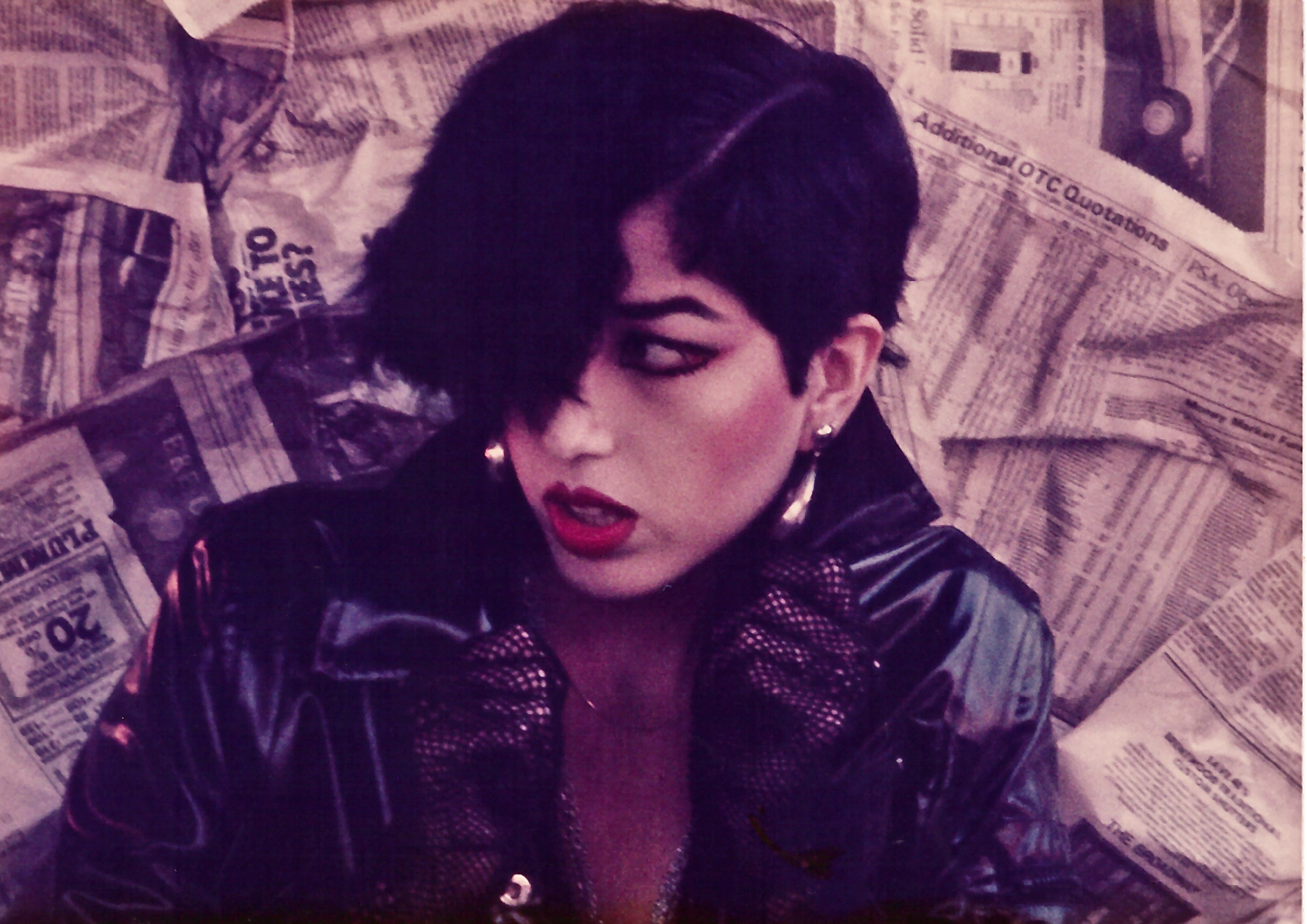
Uma foto do início dos anos 1980 de Alice Bag no estilo new romantic, com luvas de renda, maquiagem e penteado com topete.

As verdadeiras raízes da subcultura gótica podem ser achadas inicialmente nos anos 40/50 na cultura beat. Os beats eram pessoas com gosto pelo que outrora fora conhecido como cabaré (na época dos grandes artistas e pensadores franceses), ou seja, ambientes boêmios, onde conversavam, bebiam, fumavam, apreciavam saraus e ouviam música (jazz underground e posteriormente rock). Tudo excessivamente. Tanto que os óculos escuros foram adotados ao estereótipo Beat, junto com as roupas predominantemente escuras e boina preta, por causa da fumaça.
Os cabelos eram compridos (porém mais curtos que os dos hippies) eram comuns um tipo de cavanhaque bem aparado em linha ao longo do queixo. Nos Estados Unidos o movimento se tornou menos "intelectualizado", e mais junkie e desleixado. O primeiro uso do termo "beat" ou "beat generation" teria sido feito por Jack Kerouac no final dos anos 1940. Mas o termo só se popularizaria nos anos 50.
Passou também a ser um movimento pop e "comercializável" de 57 a 61. Mas suas origens remontam ao underground dos cafés parisienses do pós-guerra. Daí vem o termo "estudante de arte existencialista e parisiense" para a postura beat.
O Termo "beatnik" foi cunhado pela imprensa, misturando Beat a Sputnik (primeiro satélite russo no espaço sideral). Os beatniks nos anos 60 eram mais apolíticos (e/ou pacifistas), existencialistas, estilosos, e sua poesia e música contemplava tanto o lado obscuro quanto hedonista e urbano da boemia.
Porém o que era um movimento underground acabou em decadência com sua comercialização. Da diluição desse movimento surgiram talvez outros dois, o hippie e o punk beat ou glam punk.
Os Hippies formaram movimento politizado, expressivo (not cool), de visual colorido e cabelos muito longos. A parte do beat que permaneceu no hippie foi a religiosidade alternativa, muitas vezes orientalista, o "alternativismo", e alguns estilos musicais. Uma parte dos beats, claro, não se tornou hippie, por discordar de suas tendências, e seguiu outros caminhos.
Logo, surge esse outro lado da ramificação temos a explosão do glam. Com temáticas e abordagens mais profundas, líricas e adultas. Podemos então citar o Velvet Underground em Nova Iorque, os Stooges em Detroit e o The Doors em Los Angeles. O Velvet Underground glamouriza o decadentismo urbano, sem esperanças e floreios para cena pop. Em 1970, surge em Nova Iorque o grupo New York Dolls com um rock cru e simples, em performances bombásticas travestidos de mulheres. "Ora, se as mulheres conquistaram o direito de se vestirem como homens, por que nós não?"
A abordagem do glam rock era basicamente o esteticismo e dandismo de Oscar Wilde e Charles Baudelaire atualizado para os anos 70. A decadência do homem e da sociedade urbana e suas perversões hedonistas, a artificialidade, o pré-moldado, o poserismo, enfim decadence avec elegance (decadência com elegância). A temática do glam trazia através de músicas brilhantes (tanto em letra como melodia) a melancolia da condição humana e de temas soturnos.
Mesmo esteticamente o glam preservava um lado noir (sombrio). Algumas bandas como Bauhaus e Specimen, que deram origem ao rock gótico, não se diferenciam em quase nada das bandas incluídas no glam rock quanto à sua sonoridade.
Naquela época não se via mais o que fazer em termos de psicodelia, foi quando o glam chegou e virou a cabeça de adolescentes que queriam também se vestir iguais aos seus ídolos. E a influência beat permanecia viva através do glam. As características do estilo glam rock e posteriormente new romantic: cabelos grandes e despenteados, maquiagens fortes, androginia, juntamente ao acréscimo da tonalidade preta e estilos neo-românticos serviram como base para o culto da aparência típica dos adeptos da subcultura nos anos 80.
Tanto nos Estados Unidos como na Inglaterra, conceitos e estéticas beats permaneceram ao longo do glam e dos anos 70. O rótulo "punk" foi dado ao movimento rock que tinha, em resposta ao rock progressivo, músicas simples em execução, mas com temas sociais importantes. Bandas experimentais, contra a música comercial das grandes gravadoras, uma geração crítica em relação à arte e consumo de sua época, interessada em questões existenciais foram consideradas punks antes de 77. Exemplos: Talking Heads e o Patti Smith Group.

Mas em 78 o termo caía em decadência e já era considerado um clichê gasto e distorcido pelo sucesso de 77. O diretor da gravadora Sire Records, Seymour Stein, considerou que estas bandas tinham o mesmo sentimento dos filmes do movimento cinematográfica francês de características Noir (obscura) e contra-culturais chamado "Nouvelle Vague" (new wave, em inglês, Neue Welle, em alemão).

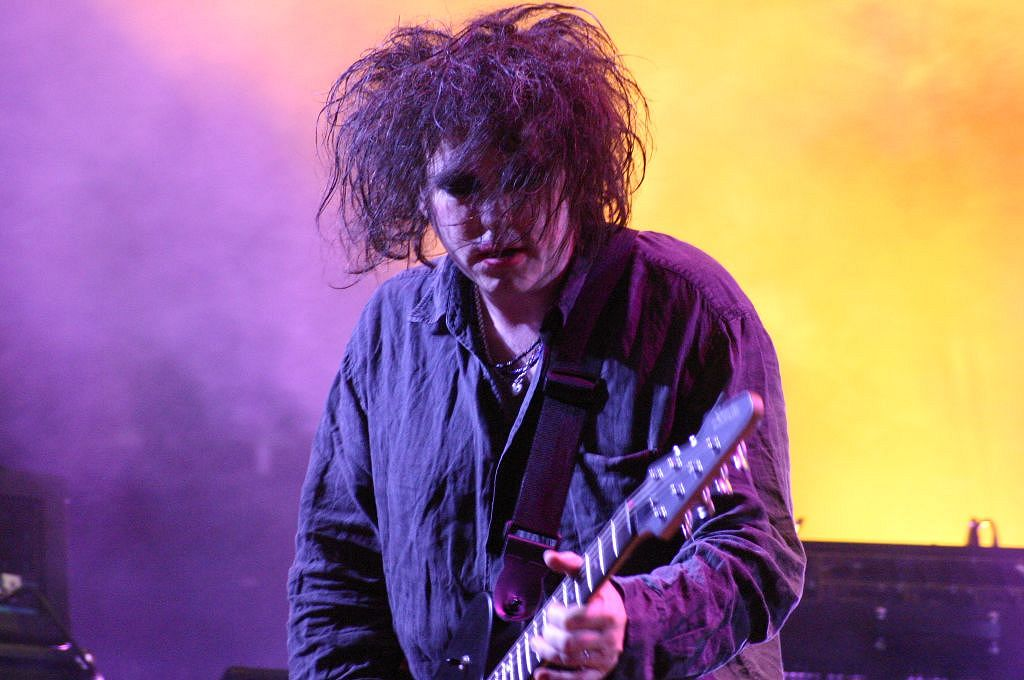
Robert Smith do The Cure, mesmo rejeitando o termo, ajudou a popularizar o estilo gótico de vestir com a sua imagem: lábios borrados de batom e o cabelo desgrenhado, imagem adotada desde a década de 1980.

Assim, new wave e pós-punk (após o punk) seriam os termos usados para classificar estas bandas originalmente chamadas de punk antes que o termo "punk" atingisse o fim de seu auge. Simultaneamente algumas destas bandas são afiliadas a sub-cultura gótica. Com o tempo, o termo new wave passou a ser utilizado para as bandas mais pop e pós-punk, para as mais undergrounds.
Neste período, bandas da sub-cultura gótica eram classificadas de ambas as formas. Mas posteriormente deixou-se o new wave para bandas com um visual mais colorido e para as bandas que adotaram um tendência mais sombrias acabou-se por usar o termo pejorativo gótico.
Toda a estética gótica inicial vai ser uma mistura de glam (androginia, poesia urbana e maldita, maquiagens pesadas, sonoridade rock básica, dandismo, etc), que também foram reforçados por uma influência do movimento new romantic dos anos 80, e a cultura beat (poesia urbana e maldita, existencialismo e espiritualidade difusa, roupas escuras, acid rock, cool, jazz-rock, psicodelia, etc), ora tendo uma sonoridade mais pós punk, outra mais new wave. O termo foi usado durante a década de oitenta e na década de noventa também convencionou-se tirar o new e usar dark, desta forma: dark wave.

### Anos 1990 e atualmente
Nos meados da década de 1990, viu-se emergir uma corrente cultural caracterizada por alguns elementos comportamentais comuns ao romantismo do século XVIII, como a melancolia e o obscurantismo, por exemplo. Na ausência de uma classificação mais precisa, esta corrente foi denominada Cultura Obscura. Porém, de forma ampla e talvez até equivocada, o termo Goticismo também é usado para denominá-la.
Há algumas semelhanças entre Cultura Obscura e Subcultura Gótica. Mas há também diferenças essenciais que as tornam distintas. Por exemplo, a Cultura Obscura caracteriza-se por valores individuais e não possui raízes históricas concretas como a subcultura gótica.
Entre os apreciadores da Cultura Obscura, é possível determinar alguns itens comuns, como a valorização e contemplação das diversas manifestações artísticas. Além de uma perspectiva poética e subjetiva sobre a própria existência; uma visão positiva sobre solidão, melancolia e tristeza; introspeção, medievalismo, entre outros. Sintetizar em palavras um universo de questões filosóficas, espirituais e ideológicas que agem na razão humana, traz definições frágeis e incompletas de sua essência. Obscuro, Sombrio ou Gótico podem ser adjetivos de diversos contextos e conotações. Mas é, principalmente, o espelho que reflete uma personalidade.

Atualmente, a subcultura gótica permanece em atividade e em constante renovação cultural, que não se baseia apenas na música e no comportamento, mas em inúmeras outras expressões artísticas.

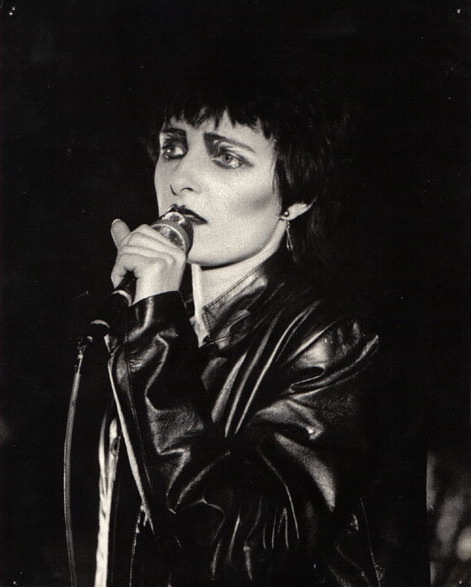
Siouxsie Sioux, vocalista da banda Siouxsie & The Banshees, ficou conhecida pelo seu visual gótico.

## Estética e conceitos sociais
A estética como um visual, uma vez que, gostando de determinados sub-gêneros musicais, estética, corrente literária, arte, convivência com pessoas que sentem-se atraídas e gostam do que é aceito no gótico, ou tudo o que esteja ligado ao mesmo, torna-se quase o suficiente para que entendam seu "mecanismo". Embora, visual seja uma identidade individual (ou coletiva) de considerável importância que diferencie e caracterize em qual época ou qual sub-cultura um indivíduo pertence. Há um mito em que pessoas que se identificam com a subcultura gótica são exclusivamente brancas e pálidas devido aos estereótipos de moda e pelo fato de que a subcultura está ligada a costumes românticos europeus do século XIX, em uma época em que negros em sua maioria ainda eram subjugados. A subcultura gótica, assim como outras manifestações alternativas, artísticas e culturais tidas como "diferentes", na maioria das vezes é marginalizada pela sociedade mais conservadora pelo fato de serem intelectuais e socialmente pouco aceitos na expressão de sua arte e de si mesmos. A subcultura gótica, em sua representatividade poética e suas associações com a androginia e queer – despreza o racismo, o preconceito, a discriminação e a segregação.

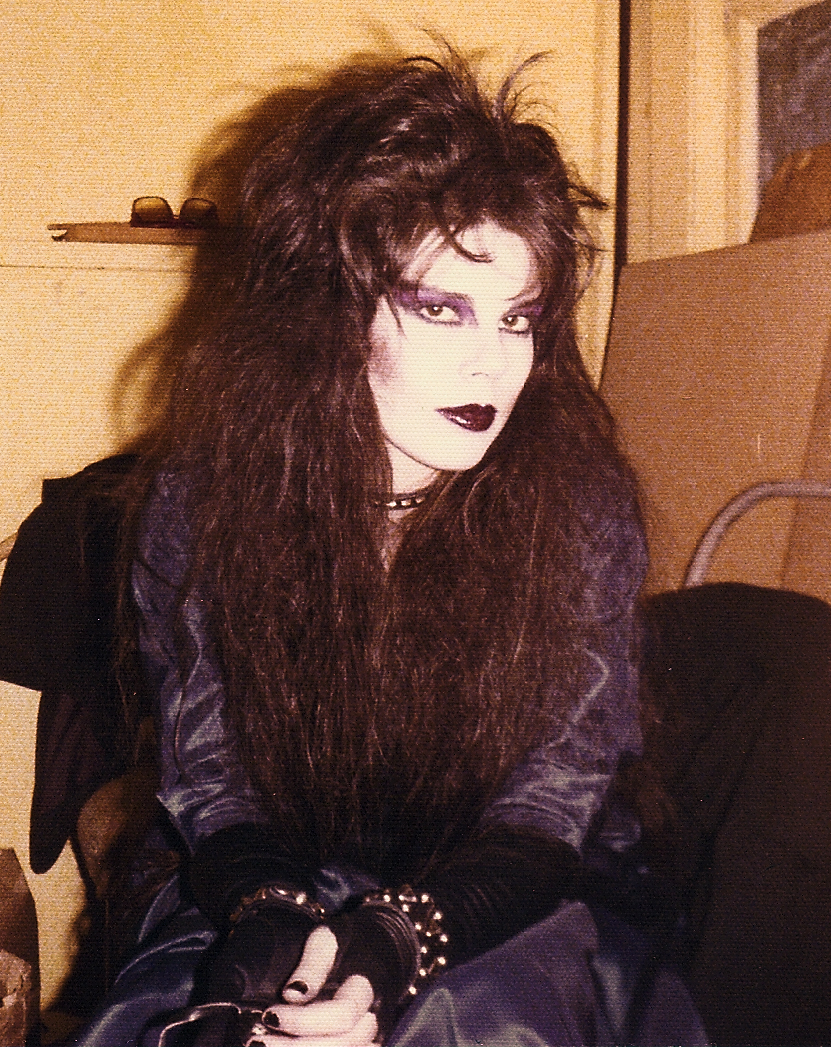
Patricia Morrison

A cor preta como tonalidade predominante acompanhada a uma postura tida como juvenil, é geralmente um arquétipo característico. Sendo esta, uma limitação dos conceitos superficiais direcionados à massa no que diz respeito à sub-culturas urbanas derivadas do que chamam de "Rock". A cor preta, como representação estética, geralmente é acompanhada de uma, ou mais cores adicionadas de forma peculiar para compor os visuais dentro dos estereótipos variantes do Gótico, ou seja, não sendo esta predominante, embora ainda sim, presente. Os tidos "wannabes" ou "baby bats" – uma gíria entre pessoas da subcultura gótica, que em sua semântica refere-se a um determinado sujeito novo, curioso e, mais diretamente, que "quer ser" ou "iniciante" da mesma. A presença de adultos na subcultura especialmente a norte-americana e europeia é em grande escala, o que modifica os conceitos sobre a subcultura tratar-se de algo juvenil, visto que ainda preza-se pela censura conforme o que diz respeito às leis e normas básicas de todo e qualquer evento, festival e concerto.
Os tipos de estéticas ou, estereótipos visuais, recebem mais ênfase em eventos, concertos e festivais como o Wave Gotik Treffen realizado anualmente em Leipzig, na Alemanha, M'era Luna Festival, em Hildesheim situado em Alemanha, entre outros. De forma geral, em países do continente europeu e no norte da América, há mercados maiores com mão-de-obra mais especializada e qualificada em confecções de produtos estéticos e artísticos que favorecem e nutrem suas modas, sendo esses importados a outros países. 

Há também fotógrafos (as) e designers que criam suas obras inspiradas em derivações estéticas desta sub-cultura, que divulgam online ou exposições. Obras como uma forma de arte, ou mesmo, incentivo à dresscode. São também promovidos desfiles no meio underground por profissionais da moda como a estilista alemã Vecona.

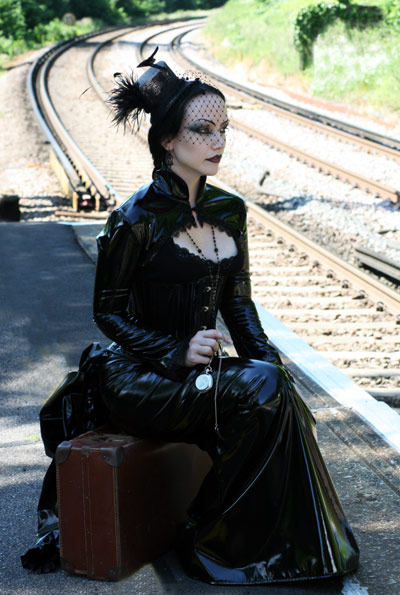
Modelo gótica fotografada em 2008

Na moda das massas é muito frequente em coleções de Outono/inverno desde passarelas à lojas, onde o uso da estética gótica é tida como referencial, vide estilistas famosos como Alexander McQueen, Glória Coelho, John Galliano, Yohji Yamamoto, Karl Lagerfeld, Thierry Mugler, Jean Paul Gaultier, entre outros.

## Religião e simbolismo

O Ankh

A subcultura gótica é laica, ou seja, é neutra à qualquer religião. É comum pessoas de fora da subcultura pensarem que os góticos estão diretamente ligados à esoterismo, anticristianismo e satanismo, sendo tal afirmação uma ideia equivocada. Isso quer dizer que cada indivíduo da subcultura gótica é livre para seguir a religião que melhor lhes forem conveniente, seja ela teísta ou mesmo não seguindo nenhuma religião. Críticas geralmente seguem à risca presunçosa e equivocada em denominarem aos outros pertencentes a ela apenas como wiccas, pagãos ou satânicos, sendo estes, como mencionado inicialmente, livres de qualquer doutrina, seita ou sociedade secreta.
Algum recurso de preâmbulo religioso é utilizado como temática, para músicas ou estética. Um crucifixo, por exemplo, pode poeticamente simbolizar a dor, tristeza e tortura (Crucio = tortura), pois a cruz foi cunhada em Roma, como instrumento para tal, antes mesmo do nascimento de Cristo. O Ankh também é muito usado pelos góticos como símbolo da eternidade.

## Cemitérios

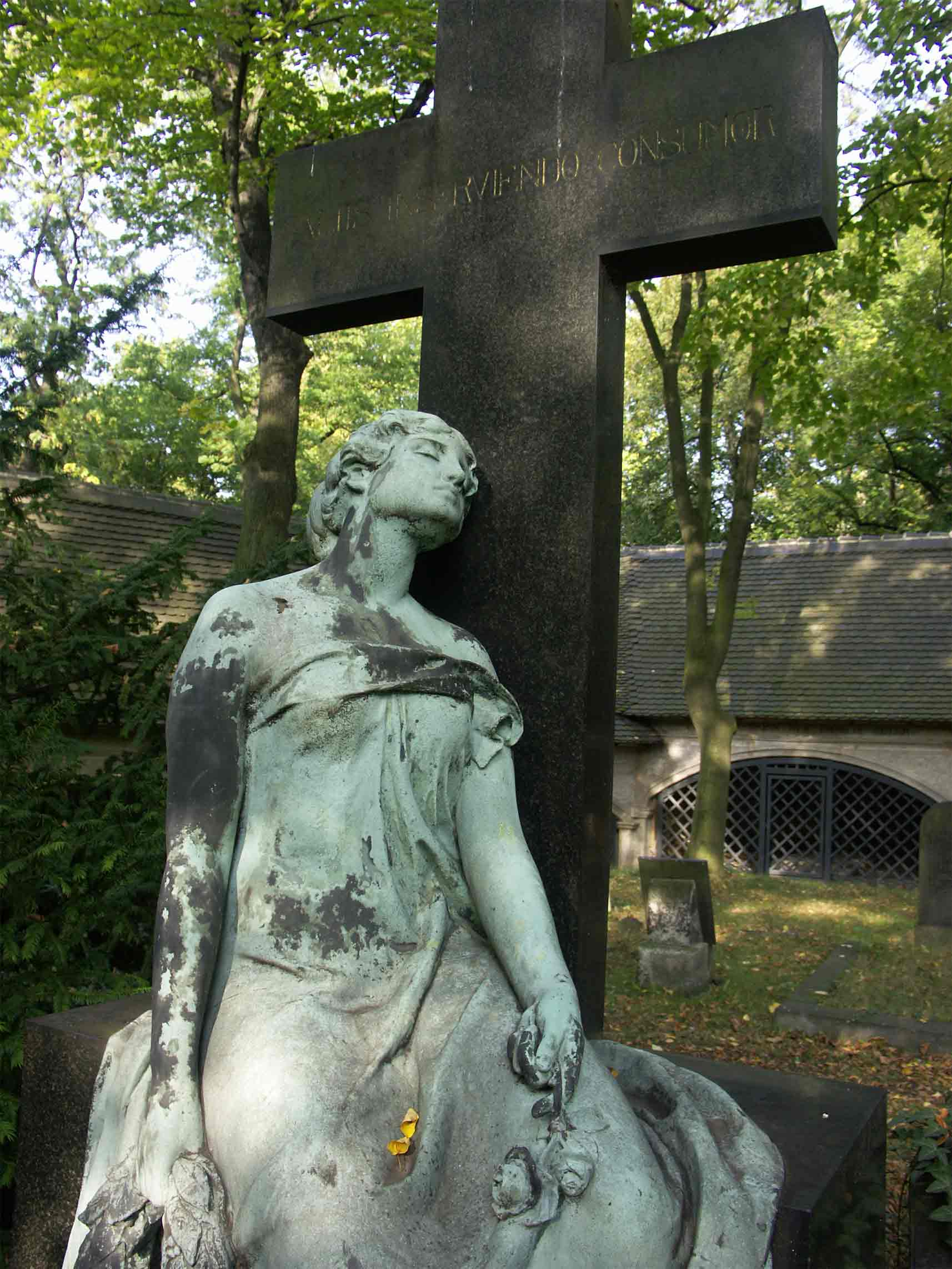
Escultura tumular de um cemitério em Halle an der Saale, Alemanha.

A emoção das visitas noturnas deu lugar a um fascínio pela estética de túmulos antigos. Assim, o cemitério tornou-se um destino popular para visitantes com carisma pacífico, romântico e místico. Assim como os góticos, muitas vezes inconscientemente se encaixam com os costumes da era romântica. No século XIX, os cemitérios não eram apenas lugares de sepultamento e pontos de coleta de cadáveres, mas de bom grado, muitos visitavam esses lugares para reflexão e meditação. No início do século XX, os assuntos relacionados aos cemitérios tornou-se tabu, evitado e banido, especialmente pelas gerações mais conservadoras, geralmente por ser considerado mórbido. Góticos sempre foram voltados aos movimentos musicais, literários e arquitetônicos como a arte gótica e tumular. A sociedade contemporânea costuma imputar estereótipos aos indivíduos da subcultura pelo fato de possuírem um humor incompreendido, e por isso são muitas vezes difamados como "depressivos". Adeptos da subcultura geralmente frequentam cemitérios para ler, ouvir música ou apenas refletir sobre a própria existência, aproveitando o aspecto de paz e tranquilidade e a arte das esculturas tumulares. É falso o conceito popular de que a subcultura é ligada à vandalismos e prática de rituais.

## Cultura

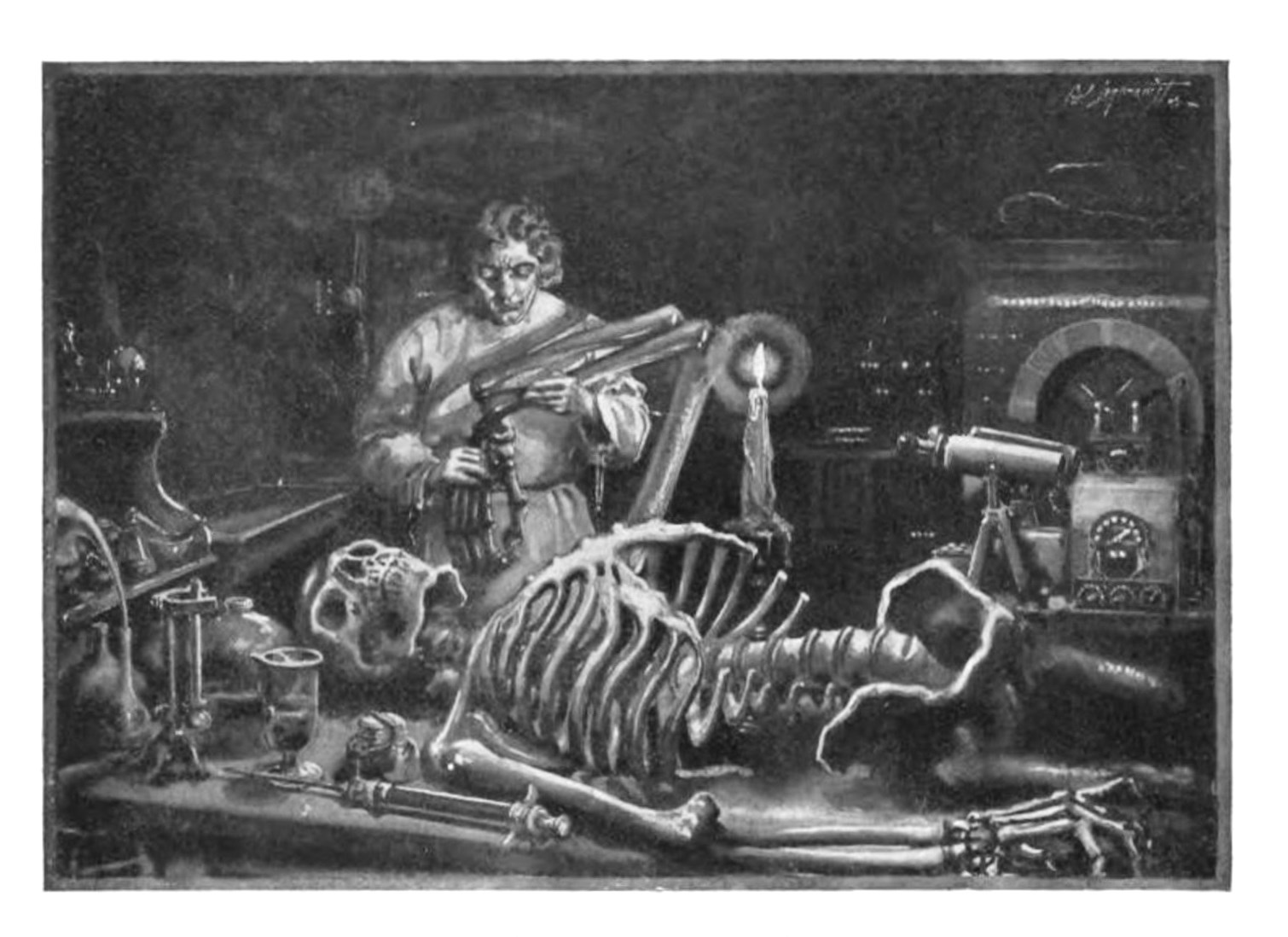
Página 7 de Frankenstein de Mary Shelley, clássico da literatura gótica.

A subcultura gótica não possui literatura própria, embora existam livros que catalogam bandas dentro de subgêneros da música gótica como obras do autor britânico Mick Mercer, contexto histórico como Goth Chic (basicamente uma enciclopédia do termo "gótico") de Gavin Baddeley, livros que falem sobre estética/comportamento como o Gothic charm School da autora Americana Jillian Venters, ou como prefere ser chamada: Lady of the Good Manners (como tradução: Senhora das boas maneiras), e livros que tratem de comportamento, como Goth. Identity, Style and Subculture de Paul Hodkinson.

### Literatura

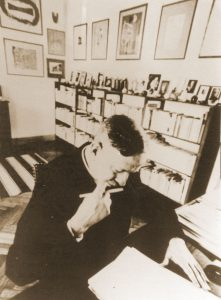
Murilo Mendes, um dos poetas mais admirados dentro da subcultura gótica

Há vários estilos literários apreciados pela subcultura, entre eles, na literatura gótica (Horace Walpole, Mary Shelley, Bram Stoker, etc), romantismo (William Blake, Lord Byron, Edgar Allan Poe, etc.) a poesia simbolista/decadentista (Charles Baudelaire, T.S. Eliot, Rimbaud, Oscar Wilde, etc.) o romance existencialista (Camus, Sartre, etc.), Literatura Beat (Ginsberg, William Burroughs), entre outros. Essa literatura também serviu de tema para movimentos artísticos anteriores, que influenciaram a cultura e a estética dos anos 1980, como por exemplo o expressionismo.

Na literatura brasileira, os autores mais respeitados por adeptos da subcultura gótica incluem: Augusto dos Anjos, Machado de Assis, Clarice Lispector, Castro Alves,Tomás Antônio Gonzaga, Raimundo Correia, Olavo Bilac, Jorge de Lima, Rachel de Queiroz, Carlos Drummond de Andrade, Álvares de Azevedo, Murilo Mendes, Cruz e Sousa e Alphonsus de Guimarães. Dentro da literatura portuguesa os autores mais respeitados são Eça de Queirós, Fernando Pessoa, Lima de Freitas, Camilo Pessanha, Florbela Espanca, Mário de Sá Carneiro entre outros.

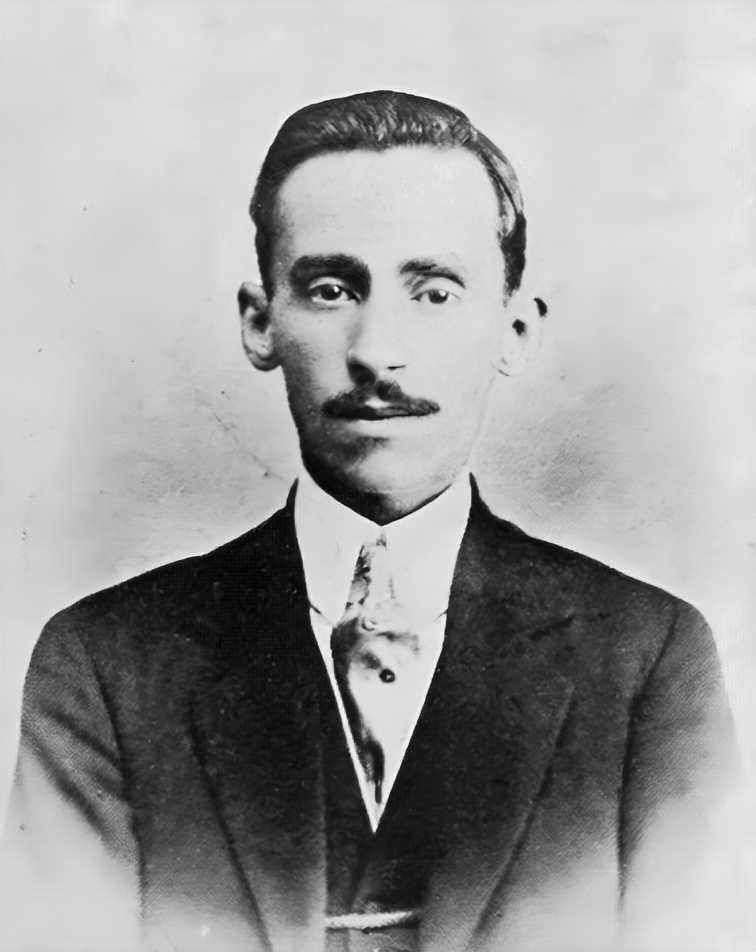
Augusto dos Anjos, um dos poetas brasileiros mais admirados dentro da subcultura gótica

### TV e cinema
O cinema e a TV deram um bom espaço para o gótico através de filmes, séries etc., como por exemplo, os filmes Nosferatu, Eine Symphonie des Grauens, filmes da Hammer, produções do cineasta Americano Tim Burton, Drácula de Bram Stoker e suas inúmeras adaptações cinematográficas, Elvira (Rainha das Trevas), A Família Addams, filmes sobre vampiros como Entrevista com o Vampiro, A Rainha dos Condenados, Fome de Viver, Jovens Bruxas, Os Fantasmas Se Divertem, ou seriados como Wednesday, Os Monstros, etc.

## Biblografia
- KIPPER, Henrique A.. A HAPPY HOUSE IN A BLACK PLANET: Introdução à Subcultura Gótica. São Paulo: Edição do Autor, 2008. 126 p.
- KIPPER, Henrique A.. A HAPPY HOUSE IN A BLACK PLANET: Introdução à Subcultura Gótica. VOLUME 2. Ed. Do Autor, 2018. 166 p.
- BADDELEY, Gavin. GOTH CHIC: Um Guia Para a Cultura Dark, Rocco, 2006.
- MACNEIL, Legs; MCCAIN, Gilliam. Mate-me Por Favor. Porto Alegre: L&PM,  2007. 2 v.
- TICKLE, Louise. Growing-up for goths. Disponível em:<http://www.guardian.co.uk/education/2011/oct/24/goth-culture-research>.
- Acesso em: 30 abr. 2012.
- A ARTE ENQUANTO PROPOSTA DE ENGAJAMENTO: UMA FORMA DE EDUCAR PARA REFLEXÃO, pág 261. por Angélica Silva Costa, Kátia da Silva Cunha, Simeão Donizetti Sass (professor orientador)
- Teoria da cultura de massa, Luiz Costa Lima, São Paulo: Saga, 1969 – Texto 3: A arte na sociedade unidimencional, Hebert Marcuse – pág.243 à 254.
- Robb, John, The Art of Darkness : The History Of Goth, Louder Than War Books, (2023), ISBN 978-1-914424-86-1 (em inglês)
- Unsworth, Cathi, Season of the Witch: The Book of Goth, Nine Eight Books, (2023), ISBN 978-1788706247 (em inglês)